# Nazionale maschile di calcio della Svezia
La nazionale di calcio della Svezia (in lingua svedese Sveriges herrlandslag i fotboll) è la rappresentativa di calcio nazionale della Svezia ed è posta sotto l'egida della Federazione calcistica svedese.
Conta 12 partecipazioni alla fase finale del campionato mondiale, con 4 piazzamenti tra i primi 4 posti, e 7 partecipazioni al campionato europeo, dove ha ottenuto quale migliore risultato una semifinale. In entrambe le competizioni ha conseguito i migliori risultati nelle edizioni giocate in casa (nel 1958 al mondiale e nel 1992 all'europeo). Annovera inoltre un oro olimpico, conquistato a Londra ai Giochi della XIV Olimpiade, ultima edizione del torneo olimpico riconosciuta dalla FIFA tra quelle disputate dalle nazionali maggiori.
Nella classifica mondiale della FIFA, istituita nell'agosto del 1993, la Svezia ha ottenuto come miglior piazzamento il 2º posto nel novembre 1994, mentre la posizione peggiore è stata il 45º posto del marzo 2015. Occupa il 26º posto della graduatoria.

## Storia

### Inizi (1908-1948)

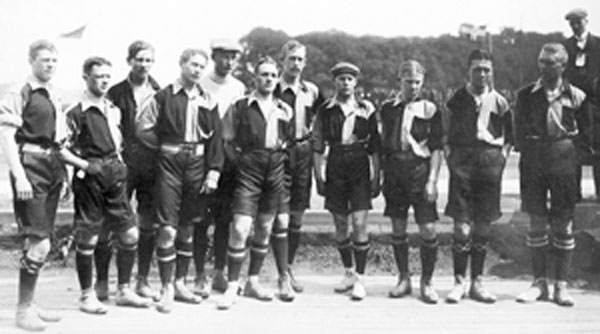
La prima Svezia di sempre

La Svezia giocò la sua prima partita internazionale contro la vicina Norvegia il 12 luglio 1908 e vinse con un roboante 11-3. Gli altri tre match del 1908 invece furono contro Inghilterra, Paesi Bassi e Belgio, tutti e tre persi.
Lo stesso anno gli scandinavi parteciparono alle Olimpiadi per la prima volta. La rappresentativa non si mise molto in mostra ed anzi, patì una brutta sconfitta con i Dilettanti Inglesi per 12-1, la peggiore tuttora della loro storia.

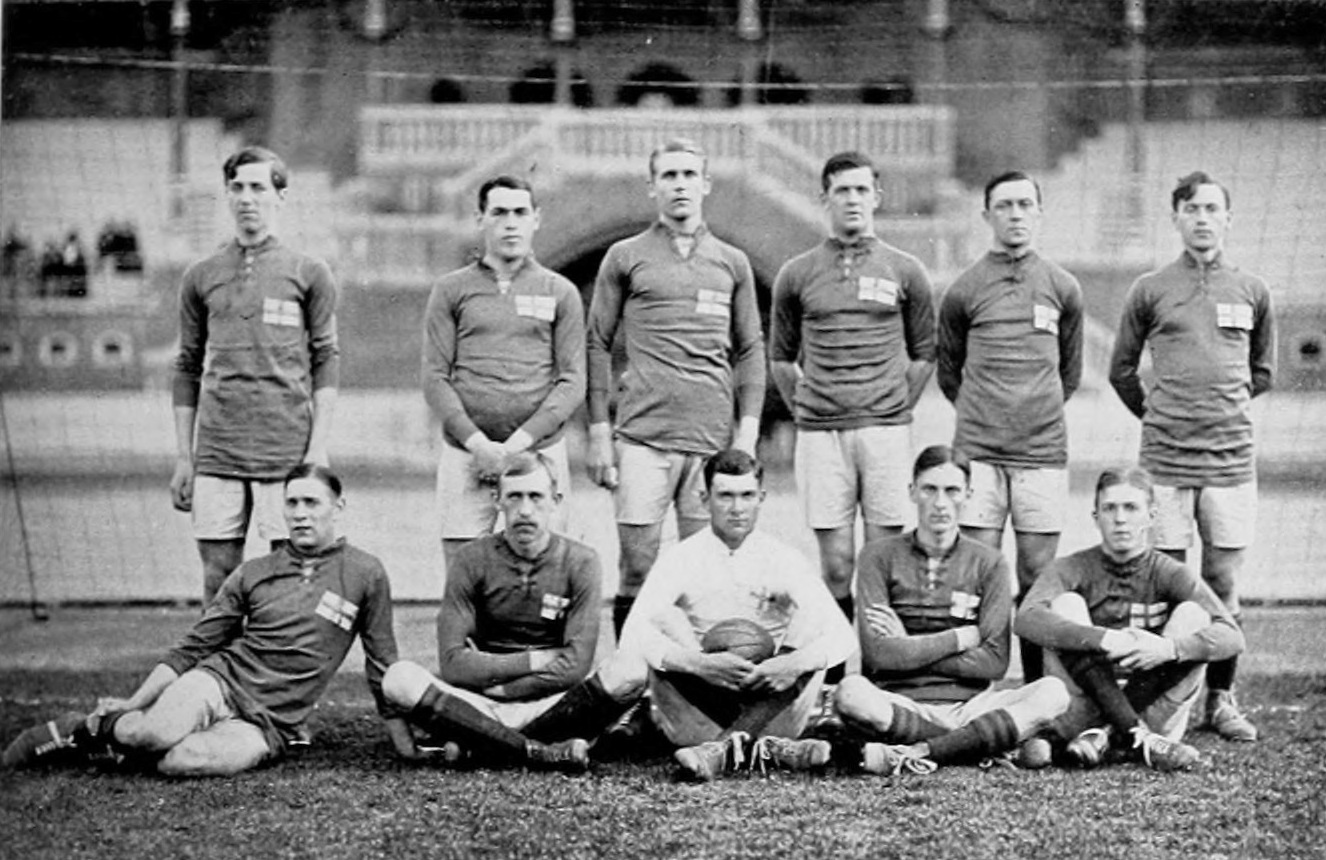
La Svezia olimpica di

Durante il lungo ventennio tra il 1910-1930 disputò altre amichevoli e nel 1916 batté la Danimarca per la prima volta. Partecipò inoltre ai tornei olimpici di calcio del 1912 e del 1920, in entrambi i casi viene eliminata dai Paesi Bassi, mentre nell'edizione 1924 la Svezia vinse un bronzo, prima medaglia di sempre, proprio sconfiggendo i Paesi Bassi, dove nella prima partita pareggia per 1-1 mentre nella seconda riesce a imporsi vincendo per 3-1. Invece nell'edizione 1936 viene eliminata durante la prima partita perdendo a gran sorpresa con il Giappone che fece il suo debutto alle olimpiadi, nonostante l'iniziale vantaggio della Svezia, la squadra avversaria vinse in rimonta per 3-2.

#### Mondiale 1938
Nel 1938 la Svezia si qualificò per la seconda volta ad un mondiale. Nel primo turno, era prevista la partita inaugurale contro l'Austria, che però si era ritirata dalla manifestazione a seguito dell'Anschluss. Passò così automaticamente ai quarti di finale contro Cuba, che sconfissero agevolmente 8-0 con ben due triplette, di Tore Keller e Gustav Wetterström. In semifinale incontrò però la forte Ungheria che impartì agli scandinavi un sonoro 1-5. Restò soltanto la finalina per il terzo posto che persero contro il Brasile per 2-4, giungendo quarti nel torneo per la prima ed ultima volta.

#### Olimpiade 1948

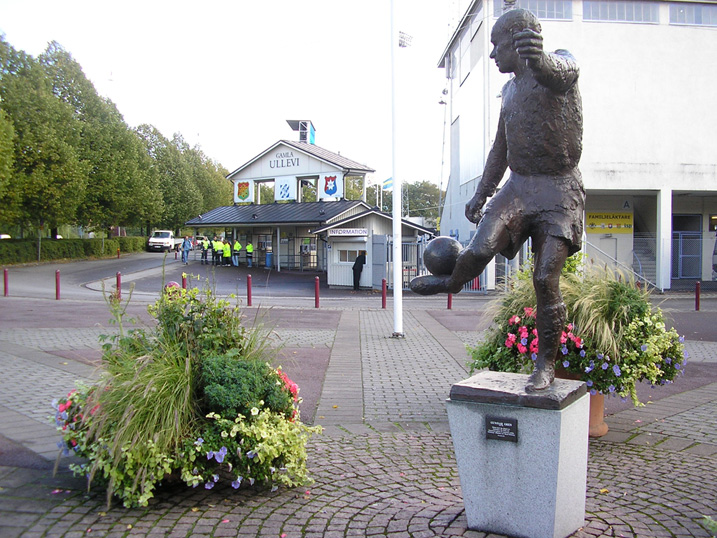
Gunnar Gren, commemorato davanti allo stadio di Göteborg, fu uno degli artefici della vittoria olimpica di

Giunta ai Giochi della XIV Olimpiade, la Svezia incontrò l'Austria. La squadra austriaca era riuscita a qualificarsi senza i suoi giocatori professionisti, dato abbastanza sorprendente dato che aveva molti calciatori professionisti a cui era permesso di partecipare al torneo. Giocato al White Hart Lane di Londra, la Svezia vinse 3-0. Nel turno successivo sconfisse la Corea con un roboante 12-0, uno dei risultati più ampi della storia della nazionale gialloblù, giungendo in semifinale dove ritrovò i rivali della Danimarca, che riuscì a superare con un convincente 4-2.
La finale venne giocata nel classico Wembley, a Londra. Davanti ad un pubblico di 40.000 spettatori, numero decisamente elevato per una partita del tempo, la Svezia dovette affrontare la Jugoslavia che riuscì a battere 3-1. I gol furono di Gunnar Gren (24', 67'), Stjepan Bobek (42') e Gunnar Nordahl (48'). Fu il primo trofeo calcistico vinto dalla Svezia in ambito internazionale.

### Epoca d'oro (1948-1958)

#### Mondiale 1950

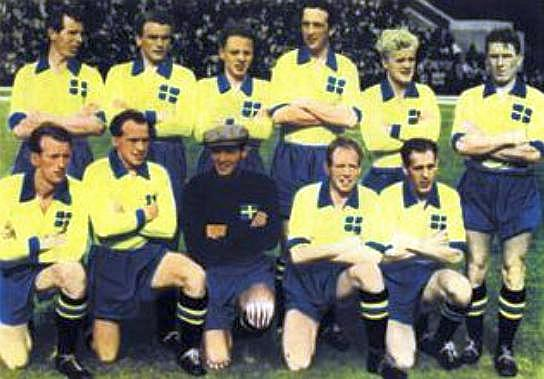
La formazione svedese nel 1950

Nel campionato del mondo 1950, tenutosi in Brasile, la federcalcio svedese non permise ai calciatori professionisti di competere con la propria nazionale durante il torneo, presentando una selezione di dilettanti. La Svezia si qualificò al torneo come una delle sei formazioni europee, ritrovandosi con Italia, Paraguay ed India: quest'ultima però si ritirò prima dell'inizio perché i propri calciatori si rifiutarono di indossare delle scarpe dal calcio come aveva imposto la FIFA. La nazionale scandinava riuscì a battere l'Italia 3-2 a San Paolo e, pur non andando oltre il 2-2 col Paraguay, riuscì comunque a chiudere in testa il proprio gruppo e ad accedere al girone all'italiana finale.
Il primo match fu contro i padroni di casa, il Brasile allo stadio Maracanã, davanti l'incredibile folla di 138.000 spettatori, record mai battuto per quel che riguarda gli svedesi. La partita finì 7-1 per i sudamericani. Successivamente la Svezia incontrò l'Uruguay, mai incontrato prima, e venne sconfitta 3-2 dopo una combattuta partita che chiuse le speranze per gli scandinavi di conquistare la Coppa Rimet.
L'ultima partita fu disputata a San Paolo contro la Spagna. La Svezia vinse 3-1 con i gol di Stig Sundqvist (15'), Bror Mellberg (34') e Karl-Erik Palmér (79'), finendo terza nel gruppo e ottenendo la sua prima medaglia in un torneo iridato, seppur di bronzo.

#### Mondiale 1958

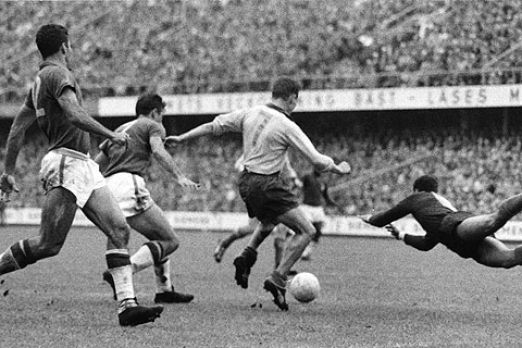
Kurt Hamrin in azione contro il portiere brasiliano Gilmar nella finale del tenutosi in Svezia

Nel 1956 la Federazione svedese tornò sui suoi passi e permise ai giocatori professionistici di competere nella selezione nazionale, cosa che creò aspettative di vittoria nella popolazione per la vittoria del campionato del mondo 1958, ospitato proprio dalla Svezia, che si ritrovò in girone con Messico, Ungheria e Galles.
La prima partita fu disputata nello stadio nazionale svedese, lo Stadio Råsunda di Solna, con un pubblico di circa 32.000 spettatori. La partita fu vinta 3-0 contro il Messico e gli svedesi si trovarono subito a comandare il Gruppo 3. Il match successivo fu contro l'Ungheria, vicecampione del torneo iridato precedente e recenti campioni olimpici, vinto dalla Svezia con doppietta di Kurt Hamrin. L'ultima partita fu pareggiata 0-0.
I quarti di finale andarono di nuovo in scena al Råsunda Stadium contro l'Unione Sovietica, battuta per 2-0.
La semifinale, contro la Germania Ovest fu l'unica partita non giocata al Råsunda, bensì all'Ullevi di Göteborg. Davanti a 50.000 spettatori la Svezia giocò una delle migliori partite del torneo, facilitata anche dall'espulsione del tedesco Erich Juskowiak al 59º minuto. La Svezia vinse 3-1.
Per la finale si tornò al Råsunda, dove gli spettatori totali furono circa 52.000, e a contendere la nazione ospitante fu il Brasile, finalista otto anni prima. La corsa della Svezia si arrestò però proprio all'ultima tappa: il Brasile vinse con un roboante 5-2, conquistando la coppa del mondo per la prima volta nella sua storia, ed uno dei gol fu uno dei più famosi della storia del calcio, segnato da un giovanissimo Pelé. La Svezia si accontentò del secondo posto, risultato mai eguagliato in seguito. I brasiliani stessi onorarono la Svezia correndo a fine incontro con una bandiera svedese per il campo.

### Anni 1960
La Svezia aveva messo in mostra una delle migliori squadre del panorama calcistico durante gli anni cinquanta, ma dopo la convincente prestazione del 1958 non seguirono altri successi. Nel girone di qualificazione del campionato del mondo 1962 arrivò prima a pari merito con la Svizzera, con le regole attuali avrebbe vinto il raggruppamento, ma all'epoca in caso di arrivo a pari punti si giocava uno spareggio, che fu disputato a Berlino Ovest e perso dagli svedesi 1-2. La beffa fu evidente, dato che la Svezia era risultata la migliore formazione del girone di qualificazione con 10 gol segnati e solo 3 subiti.
La nazionale scandinava tentò di rifarsi subito nel campionato europeo successivo: la formula era ben diversa rispetto all'attuale, consistendo in un play-off immediato, senza qualificazioni precedenti, e poi i vari turni ad eliminazione. La Svezia incontrò i vicini della Norvegia, che batté in casa e fermò in un pareggio in trasferta garantendosi il passaggio agli ottavi, dove trovò l'ostica Jugoslavia, che riuscì a superare per 3-2. Ai quarti di finale la Svezia si trovò di fronte la squadra Campione d'Europa uscente, l'Unione Sovietica, con la quale pareggiò la prima partita, ma uscì sconfitta dalla seconda, venendo dunque eliminata.
Per il successivo campionato del mondo 1966 in Inghilterra la Svezia fu inserita in un girone particolare con Germania Ovest: nonostante un iniziale pareggio coi tedeschi e una vittoria netta per 3-0 con Cipro, la Svezia perse l'ultima partita, permettendo ai tedeschi di sorpassarla e di accedere alla fase finale del mondiale, dato che a quel tempo passava soltanto la prima. Stessa sorte agli Europei del 1968, dove gli svedesi terminarono mestamente al secondo turno di qualificazione la loro corsa.
Fu soltanto a fine anni 1960 che la Svezia riuscì a invertire le brutte sorti degli anni precedenti, riuscendo a raggiungere la qualificazione del campionato del mondo 1970, vincendo il girone 5 europeo di qualificazione davanti a Norvegia e Francia.

### Anni 1970
Dopo dodici anni di digiuno la Svezia si ripresentò al mondo nel campionato del mondo 1970, ma uscì già al primo turno. Ci riprovò allora quattro anni dopo e nel gruppo di qualificazione a Germania Ovest 1974 trovò Austria, Ungheria e Malta. La nazionale svedese e quella austriaca terminarono a pari punti e pari differenza reti. Si rese quindi necessario uno spareggio che vide la Svezia superare gli Austriaci per 2-1.
Nel gruppo di apertura del Mondiale 1974 la Svezia fu inserita dopo il sorteggio in un duro raggruppamento con Uruguay, Paesi Bassi e Bulgaria. L'esordio coi bulgari finì in un pareggio a reti inviolate, così come la successiva partita con gli olandesi, ma gli svedesi riuscirono ad imporsi nell'ultimo match coi sudamericani con un secco 3-0 grazie ai gol di Roland Sandberg (74') e Ralf Edström (46', 77'). Grazie alla prima vittoria del torneo la Svezia arrivò seconda ed avanzò al turno successivo.

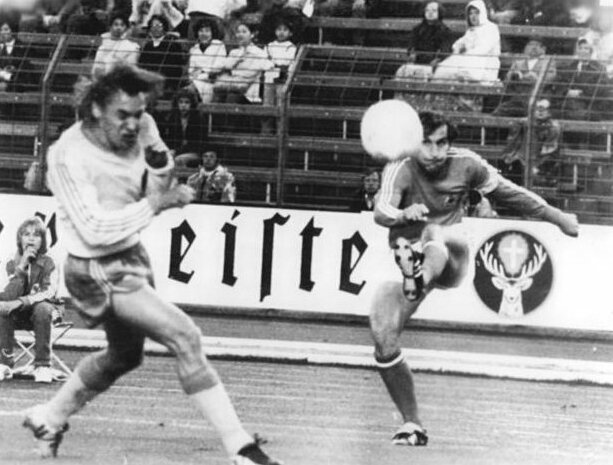
La Svezia contro la Jugoslavia al

Nella seconda fase a gruppi, com'era previsto allora, la Svezia fu battuta nel primo match contro la Polonia 1-0. Nonostante i vari calcoli pre-partita, che prevedevano la possibilità anche di una sconfitta - che avrebbe aperto la porta della medaglia di bronzo purché fosse stata solo di un gol di margine, se la Jugoslavia avesse battuto la Polonia - la Svezia si ritrovò a dover battere i teutonici, dato che la Polonia non mancò la vittoria contro gli slavi. La partita con la Germania Ovest si tenne a Düsseldorf, davanti ad una folla di 66.500 persone. L'attaccante svedese Ralf Edström portò in vantaggio gli scandinavi dopo 29 minuti di gioco, ma nel secondo tempo i tedeschi presero in mano le redini della partita e pareggiarono al 52º minuto. La partita cambiò radicalmente dopo il pareggio, dato che la Germania Ovest vinse per 4-2: i calciatori tedeschi non esitarono ad affermare successivamente che la partita contro la Svezia fu la più combattuta e migliore del loro torneo. L'ultima partita fu giocata dagli svedesi sempre a Düsseldorf contro la Jugoslavia, e si concluse con una vittoria per 2-1 degli svedesi, che conseguirono un quinto posto comunque onorevole alla luce delle loro prestazioni.
Dopo un'altra qualificazione mondiale ad Argentina 1978, terminato però col misero bottino di un punto e l'eliminazione al primo turno, si conclusero i buoni anni settanta per gli svedesi, che sarebbero entrati in un periodo più magro.

### Anni 1980

Una formazione svedese che prese parte alle qualificazioni al

Dopo le buone prestazioni degli anni settanta la Svezia cambiò la guida tecnica da Georg Ericson affindola a Lars Arnesson. Arnesson aveva ottenuto ottimi risultati con l'Östers IF prima di diventare commissario tecnico, ma dopo il fallimento e la mancata qualificazione al campionato del mondo 1986, la squadra fu affidata a Olle Nordin. La Svezia fallì ogni tentativo di qualificazione ad ogni manifestazione continentale o mondiale, dovendo attendere la fine del decennio per riuscire a qualificarsi al campionato del mondo 1990. Il girone fu vinto in testa davanti alla ben più blasonata Inghilterra e dopo 12 anni gli svedesi raggiunsero di nuovo un mondiale.

### Anni 1990
Nonostante la qualificazione, al mondiale del 1990 in Italia gli svedesi persero ogni partita per 2-1, contro Brasile, Scozia e Costa Rica.
Per due anni la nazionale svedese non fu impegnata in gare ufficiali, dato che non doveva qualificarsi in virtù del fatto che avrebbe ospitato campionato europeo del 1992. Nella rassegna europea la squadra, inserita nel girone con Danimarca, Francia ed Inghilterra, fu autrice di prestazioni inaspettate. Dopo il pareggio per 1-1 all'esordio con i francesi, sconfisseo per 1-0 i futuri per quanto inaspettati campioni danesi e soprattutto gli inglesi per 2-1, non facendosi scoraggiare, in quest'ultima partita, dal gol segnato da David Platt dopo soli quattro minuti. Questo risultato eliminò gli inglesi dalla competizione, permettendo ad entrambe le compagini scandinave di superare il turno. La Svezia si arrese soltanto in semifinale alla Germania, che avrebbe perso poi la finale con la Danimarca, raggiungendo il miglior traguardo continentale della propria storia.

Tomas Brolin, tra i protagonisti nella competitiva Svezia dei primi anni 1990, semifinalista al e terza classificata al.

Dopo la più che convincente prestazione degli europei giocati in casa, la Svezia raggiunse a suon di risultati utili il campionato del mondo 1994 tenutosi negli Stati Uniti: gli scandinavi chiusero in testa il girone di qualificazione davanti alla sorprendente Bulgaria, che scavalcò in classifica all'ultima giornata la Francia a Parigi vincendo per 2-1 con gol nel finale di partita.
Lasciato fuori dai giochi già un avversario di lusso come i transalpini, alla Svezia toccò per sorteggio il girone B con Brasile, Camerun e Russia. L'esordio con gli africani sembrò promettere male, dato che il risultato si fissò per gran parte della partita sul 1-2 per i camerunesi, facendo riecheggiare lo spettro delle tre sconfitte per 2-1 del '90. Al 75º minuto, però, Martin Dahlin pareggiò il conto su un tiro da fuori ribattuto di Henrik Larsson. La partita successiva con la Russia iniziò altrettanto male, con il vantaggio degli avversari grazie ad un rigore, ma la Svezia rimontò, pareggiando con un altro rigore tirato da Tomas Brolin e vincendo grazie ad una doppietta di Martin Dahlin. Nell'ultima partita gli scandinavi si limitarono a fermare il Brasile sull'1-1, ottenendo la qualificazione come secondi nel girone.
Agli ottavi gli svedesi incontrarono la sorprendente Arabia Saudita, che regolarono con un netto 3-1 grazie alle reti del potente Kennet Andersson e del solito Dahlin. I quarti di finale invece la misero di fronte alla Romania, per una partita che sarebbe divenuta memorabile per i tifosi svedesi: andata in vantaggio nella parte finale del secondo tempo, la Svezia fu raggiunta in zona Cesarini dai rumeni, che riuscirono a portare la sfida ai tempi supplementari con il gol di Florin Răducioiu. Lo stesso attaccante rumeno segnò anche al 101º minuto, portando in vantaggio la sua squadra. A cinque minuti dal termine dei supplementari, con la Svezia sull'orlo del baratro, Andersson segnò il gol del nuovo pareggio con un imperioso stacco di testa. Si andò ai tiri di rigore, con la Svezia che sbagliò subito il primo con Håkan Mild. Alla fine della serie di tiri dal dischetto, però, la Svezia non aveva sbagliato altri rigori, mentre il portiere Thomas Ravelli ne aveva parati ben due ai rumeni, divenendo l'eroe della giornata e consegnando alla propria squadra l'accesso alle semifinali.
In semifinale la Svezia ritrovò il Brasile, che stavolta era ben più motivato che non nel girone, dove aveva già la qualificazione in pugno quando affrontò gli svedesi. Nonostante avesse tenuto bene per gran parte della partita, la Svezia non riuscì ad impensierire i sudamericani in attacco. Un'espulsione del romanista Jonas Thern compromise poi definitivamente la questione, consentendo ai brasiliani di riversarsi ancor di più in avanti e trovare all'80º minuto il gol-partita di Romário.
Alla Svezia toccò la "finalina" contro la Bulgaria di Hristo Stoičkov, eliminata in semifinale dall'Italia. Gli scandinavi avevano già incontrato i balcanici nelle qualificazioni. La Svezia vinse con un roboante 4-0, con la curiosità che i gol vennero tutti segnati nel primo tempo. Gli scandinavi vinsero la medaglia di bronzo, miglior piazzamento dell'argento iridato del '58, e raggiunsero addirittura il secondo posto della classifica FIFA nel novembre dello stesso anno. Furono inoltre la migliore squadra marcatrice del torneo, con 15 gol.
Lo stesso anno la squadra ricevette la Medaglia d'oro dello Svenska Dagbladet, il premio assegnato dal quotidiano Svenska Dagbladet allo sportivo o alla squadra svedese capace di ottenere il risultato più significativo dell'anno.
Paradossalmente, pur mantenendo parecchi giocatori del mondiale '94 fino agli anni 2000, la Svezia non riuscì a ripetersi minimamente, fallendo le qualificazioni sia per l'europeo del 1996 sia per il mondiale del 1998.

### Anni 2000

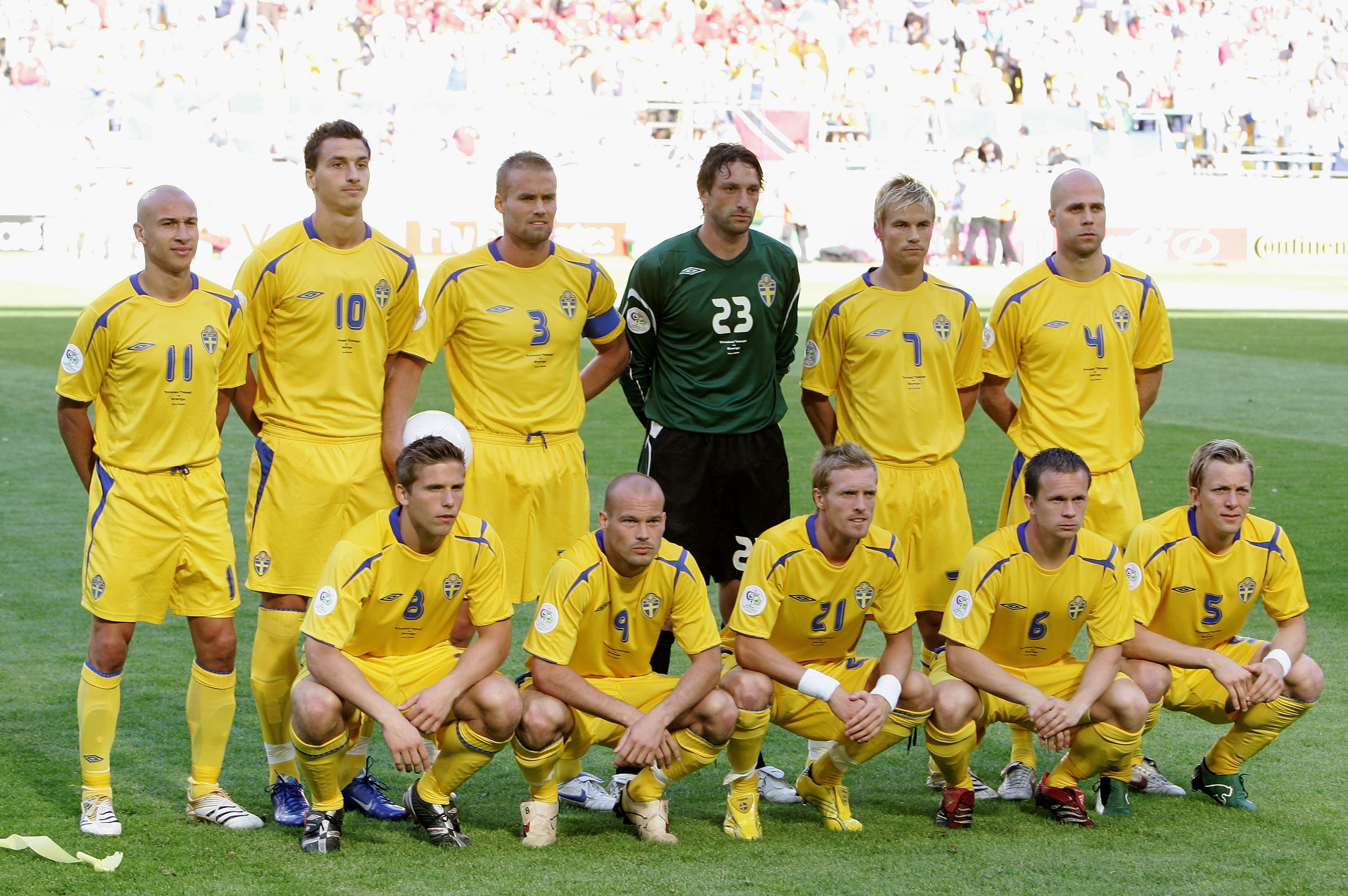
La Svezia al

Agli albori del nuovo millennio la Svezia si ripresentò, dopo sei anni di assenza, alla fase finale di un grande torneo internazionale. Al campionato d'Europa del 2000, nel girone con Italia, Belgio e Turchia, chiuse il gruppo con 2 sconfitte in 3 partite, ottenendo un solo punto, nella sfida contro i turchi.
Al mondiale successivo la Svezia, data da tutti per spacciata ritrovandosi nel durissimo girone con Inghilterra, Argentina e Nigeria, concluse il raggruppamento come prima classificata, pareggiando con inglesi ed argentini ed imponendosi per 2-1 con gli africani. Uscì, però, agli ottavi contro la sorpresa Senegal: passati in vantaggio con un gol di Henrik Larsson all'11º minuto, gli svedesi si fecero raggiungere da un gol di Henri Camara, che si ripeté nei tempi supplementari, segnando il golden goal decisivo. Proprio ai tempi supplementari la Svezia aveva sfiorato il gol della vittoria, con un palo colpito da Magnus Svensson.
Al campionato europeo del 2004, in Portogallo, la Svezia capitò in un girone con Italia, Danimarca e Bulgaria. Guidata dalla stella Zlatan Ibrahimović, vinse largamente contro la Bulgaria per 5-0; con l'Italia ottenne un pareggio per 1-1 grazie ad un gol nel finale segnato con un tiro al volo di tacco da Ibrahimović e, nell'ultima gara contro la Danimarca, pareggiò per 2-2 dopo essere stata per due volte in svantaggio, ottenendo così il primo posto nel girone e qualificandosi a braccetto con i danesi. Il risultato di 2-2 era per altro l'unico che avrebbe eliminato l'Italia e qualificato ambo le nazionali scandinave al turno successivo a scapito degli azzurri, qualora questi ultimi avessero vinto la sfida contro i bulgari, come accadde, con polemiche dal fronte italiano. Ai quarti di finale la Svezia trovò i Paesi Bassi: dopo un combattuto 0-0 le squadre raggiunsero i tiri di rigore. Ibrahimović sbagliò, seguito dall'olandese Phillip Cocu. L'errore decisivo fu, al sesto rigore, di Olof Mellberg, che consentì all'Olanda di qualificarsi grazie alla successiva trasformazione dal dischetto di Arjen Robben.
Al mondiale di Germania 2006 la nazionale svedese, guidata dal tecnico Lars Lagerbäck (già sulla panchina al mondiale precedente), dopo un buon girone di qualificazione (secondo posto dietro la Croazia), fu inserita nel gruppo B insieme a Inghilterra, Paraguay e Trinidad e Tobago. A sorpresa pareggiò la partita inaugurale con Trinidad e Tobago, ma si riscattò immediatamente nel secondo incontro battendo per 1-0 il Paraguay e poi, grazie al pareggio per 2-2 con l'Inghilterra, ottenne il secondo posto dietro agli inglesi. Il cammino della Svezia si arrestò tuttavia già agli ottavi di finale, a causa della sconfitta per 2-0 contro la Germania padrona di casa. Nel corso del secondo tempo la Svezia fallì, tra l'altro, un calcio di rigore con Henrik Larsson.
Qualificatasi per il campionato d'Europa 2008 come seconda classificata nel proprio girone, nella fase finale, dopo aver battuto la Grecia campione d'Europa in carica per 2-0, fu sconfitta dalla Spagna (2-1) e poi dalla Russia (2-0), venendo dunque eliminata al primo turno.

### Anni 2010

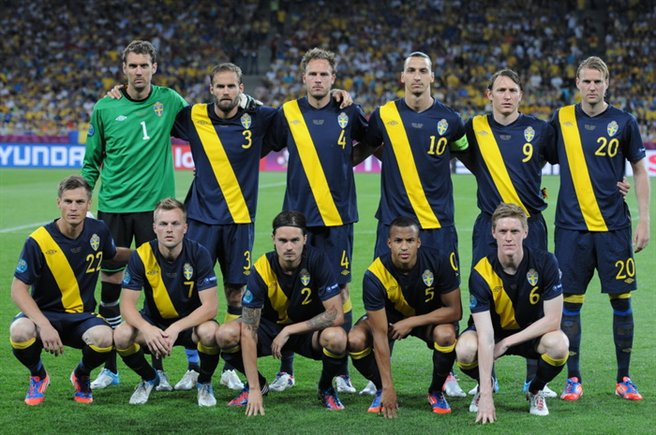
La Svezia al

La Svezia non si qualificò, invece, per il campionato del mondo 2010, non andando oltre il terzo posto nel gruppo 1 della zona UEFA, preceduta da Danimarca e Portogallo.
Si qualificò poi come migliore seconda al campionato europeo del 2012 e cominciò la fase finale nel girone con Ucraina, Inghilterra e Francia. Le sconfitte all'esordio contro gli ucraini padroni di casa (1-2) e nella partita successiva contro l'Inghilterra (2-3) condannarono gli svedesi alla prematura eliminazione: gli scandinavi chiusero all'ultimo posto del girone nonostante la vittoria nella terza partita con la Francia (2-0).
La Svezia mancò poi la qualificazione al campionato del mondo 2014, perdendo complessivamente per 4-2 contro il Portogallo ai play-off.
Qualificatasi al campionato europeo del 2016 battendo la Danimarca ai play-off, fu inserita nel girone E con Irlanda, Italia e Belgio. Nella prima partita contro gli irlandesi la Svezia pareggiò per 1-1 grazie ad un autogol di Clark, ma poi perse contro gli azzurri e i belgi, sempre per 1-0. Con un solo punto ottenuto la nazionale scandinava concluse al quarto posto nel girone, venendo eliminata. Quella contro i belgi fu l'ultima presenza in nazionale per Zlatan Ibrahimović, prima del suo ritorno nel marzo 2021.
Clamoroso epilogo ebbe la successiva campagna di qualificazione al campionato del mondo 2018. La Svezia, piazzandosi seconda a scapito dei Paesi Bassi (con cui chiuse a pari punti) in un difficile girone eliminatorio vinto dalla Francia, guadagnò l'accesso ai play-off a spese degli olandesi per via di una migliore differenza reti rispetto agli oranje. Agli spareggi prevalse poi contro la favorita Italia: vincendo per 1-0 alla Friends Arena di Stoccolma e pareggiando per 0-0 nel ritorno a San Siro, lasciò fuori gli azzurri dalla fase finale della competizione per la prima volta dopo 58 anni. In Russia, la Svezia, data per sfavorita nei pronostici in un girone con Germania, Messico e Corea del Sud, vinse all'esordio contro i sudcoreani (1-0) e fu battuta in rimonta dai tedeschi (2-1) subendo un gol in zona Cesarini. Nell'ultimo e decisivo incontro con i messicani ottenne una netta vittoria per 3-0 e, grazie alla contemporanea sconfitta della Germania contro la Corea del Sud (2-0), si qualificò agli ottavi di finale come prima classificata nel girone. Agli ottavi batté per 1-0 la Svizzera, qualificandosi ai quarti di finale, dove fu eliminata dall'Inghilterra (0-2). Per gli svedesi fu comunque il miglior risultato in un grande torneo internazionale dal 1994, quando la squadra scandinava aveva chiuso il mondiale statunitense al terzo posto. Grazie alla buona prestazione, la squadra risalì di ben dieci posizioni nel ranking FIFA, portandosi dal 24º posto al 14º posto nell'agosto 2018.
La tendenza positiva proseguì nella UEFA Nations League 2018-2019. Inserita in un minigirone di Lega B con Russia e Turchia, la squadra chiuse al primo posto con 2 vittorie, un pareggio e una sconfitta, a pari punti con i russi (7), ma in vantaggio negli scontri diretti, ottenendo così la promozione in Lega A.

### Anni 2020
Nella UEFA Nations League 2020-2021 la Svezia si piazzò ultima nel proprio girone di Lega A, retrocedendo in Lega B. Si qualificò al campionato d'Europa 2020 piazzandosi seconda nel girone eliminatorio vinto dalla Spagna e nella fase finale del torneo, svoltasi nel 2021 a causa del rinvio imposto dalla pandemia di COVID-19, ritrovò la Spagna, nel girone comprendente anche Slovacchia e Polonia. Dopo il pareggio contro gli iberici, la squadra scandinava batté 8n sequenza la Slovacchia e la Polonia, qualificandosi, come prima classificata nel girone, agli ottavi di finale. Qui trovò un'inaspettata sconfitta contro l'Ucraina, che segnò il gol del definitivo 2-1 all'ultimo minuto del secondo tempo supplementare.
La Svezia mancò poi la qualificazione al campionato del mondo 2022: pur avendo ottenuto una prestigiosa vittoria contro la Spagna, la nazionale scandinava concluderà il girone di qualificazione al secondo posto; superò la semifinale dei play-off battendo la Rep. Ceca, ma fu eliminata in finale dalla Polonia. La crisi proseguì nella UEFA Nations League 2022-2023, che gli scandinavi chiusero come ultimi in classifica nel girone di Lega B, con una sola vittoria e quattro sconfitte in sei partite, retrocedendo così in Lega C. La Svezia fallì anche la qualificazione al campionato d'Europa  di Germania 2024, classificandosi terza nel girone con Austria e Belgio.

## Colori e simboli

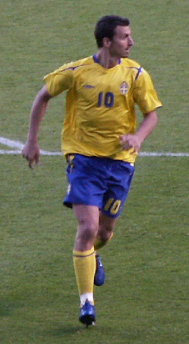
Zlatan Ibrahimović nel 2006 con la classica divisa gialloblù della nazionale

La Svezia gioca da sempre in una combinazione cromatica che richiama i colori della propria bandiera: maglia gialla, calzoncini azzurri e calzettoni gialli. La prima tenuta non è stata mai cambiata sostanzialmente, a parte per qualche inserto o dettaglio azzurro sulla maglia a seconda delle esigenze del fornitore tecnico come ad esempio l'Adidas). Negli anni 2000 ha talvolta adottato una combinazione completamente gialla con inserti e dettagli blu.
In trasferta storicamente la Svezia ha solitamente giocato in divisa bianca, arricchita col passare degli anni da dettagli coi colori della bandiera. A fine anni 1990 sono state adottate anche divise diverse, in virtù del fatto anche che il bianco non è molto differente dal giallo. Ultimamente la Svezia in trasferta gioca con divise blu o azzurre, che possono variare per tonalità, spesso con inserti o disegni gialli. L'ultima divisa è di color blu notte vicino al nero con disegni gialli.
Sul petto i calciatori svedesi portano uno scudo con la bandiera nazionale, sormontato dal simbolo della Federcalcio svedese.

### Divise
| 1958 casa | 1970 casa | 1974 casa | 1978 casa | 1990 casa | 1994 casa |

| 2000 casa | 2006 casa | 2008 casa | 2012 casa | 2014 casa |

## Tifoseria

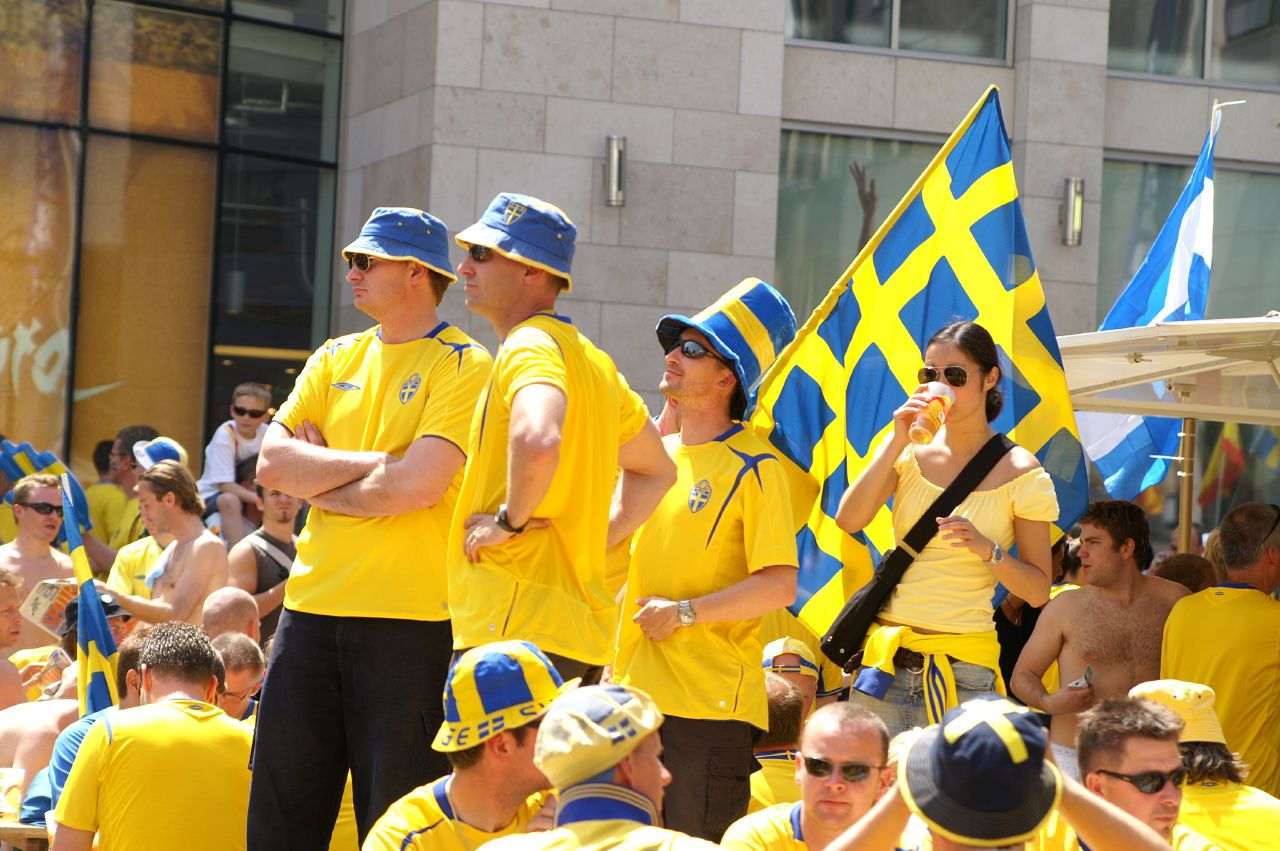
Tifosi svedesi

La prima volta che il mondo poté assistere al tifo svedese fu alle Olimpiadi del 1912, contraddistinte dall'incessante canto "Heja Sverige Friskt humör, det är det som susen gör" durante le partite di calcio.
La prima volta in cui invece furono visti in trasferta fu durante il campionato del mondo 1974 nell'allora Germania Ovest: sin da allora la Svezia ha avuto sempre un nutrito seguito di sostenitori connazionali, fino ad arrivare nel campionato del mondo 2006 ad avere uno dei più vasti gruppi di sostenitori del torneo, raggiungendo il picco massimo col Paraguay, dove assistettero la partita ben 50 000 svedesi.
I tifosi svedesi sono soliti presentarsi allo stadio tutti gialloblù, creando vistose macchie colorate come fanno i tifosi olandesi e tifando in maniera civile ma appassionata.

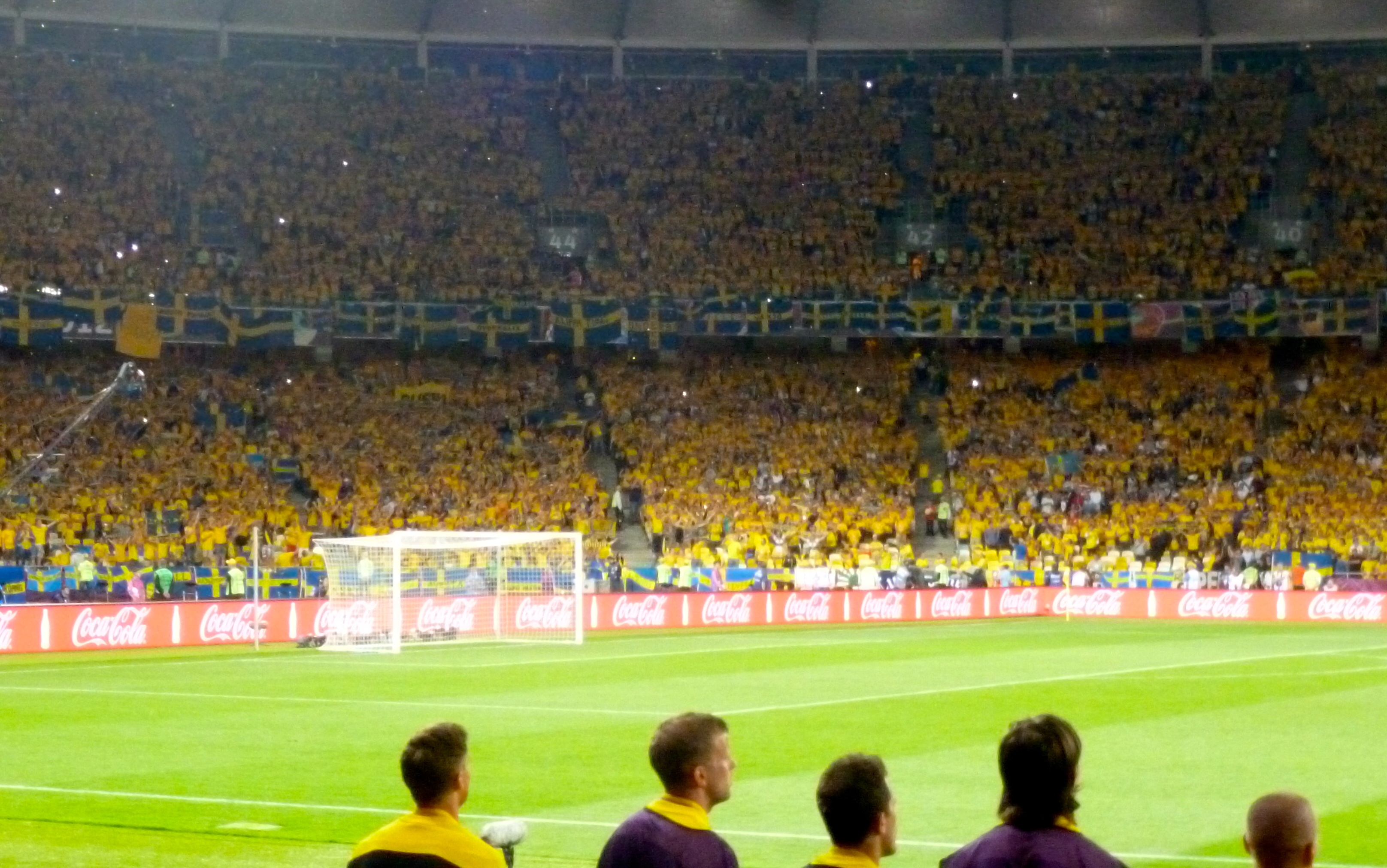
Tifosi in Ucraina a Euro 2012

A confermare la loro ben nota indole calma e civile, gli svedesi non hanno rivalità accese con altri popoli. Le partite più sentite sono solitamente con la vicina Danimarca, situazione dovuta a rivalità più antica e politica che non per altro, dato che le due corone scandinave un tempo si contendevano i territori di confine. Questa rivalità è venuta però subito meno ad Euro 2004, quando alle due squadre, che si sono incontrate nell'ultimo turno, sarebbe bastato un pareggio per 2-2 per qualificarsi, risultato confermatosi sul campo a danno dell'Italia con successive polemiche sulla correttezza delle due squadre. I tifosi di entrambe le nazioni non hanno esitato a presentarsi allo stadio con striscioni con scritto biscotto o 2-2, salutando ironicamente gli italiani via telecamera abbracciati.
Alle qualificazioni di Euro 2008, invece, una combattutissima partita a Copenaghen che stava compromettendo il cammino danese per la competizione proprio contro la Svezia si è infiammata in maniera inaspettata sul finale di gara: sul 3-3, il calciatore danese Christian Poulsen sferra un pugno lontano dal pallone in piena area di rigore ad un avversario e, visto dal guardalinee, viene espulso dall'arbitro Herbert Fandel che assegna anche un rigore agli svedesi suscitando la rabbia, anche ingiustificata, del pubblico. A quel punto un esagitato si è scagliato contro l'arbitro aggredendolo nonostante i tentativi dei calciatori danesi di fermarlo. L'episodio ha determinato la sospensione della partita, la vittoria a tavolino degli svedesi e sanzioni della UEFA molto dure per la federazione danese.
Una certa rivalità, anche se decisamente pacata, c'è per rapporti di vicinato con Norvegia e Finlandia nonché con l'Inghilterra.

## Stadio

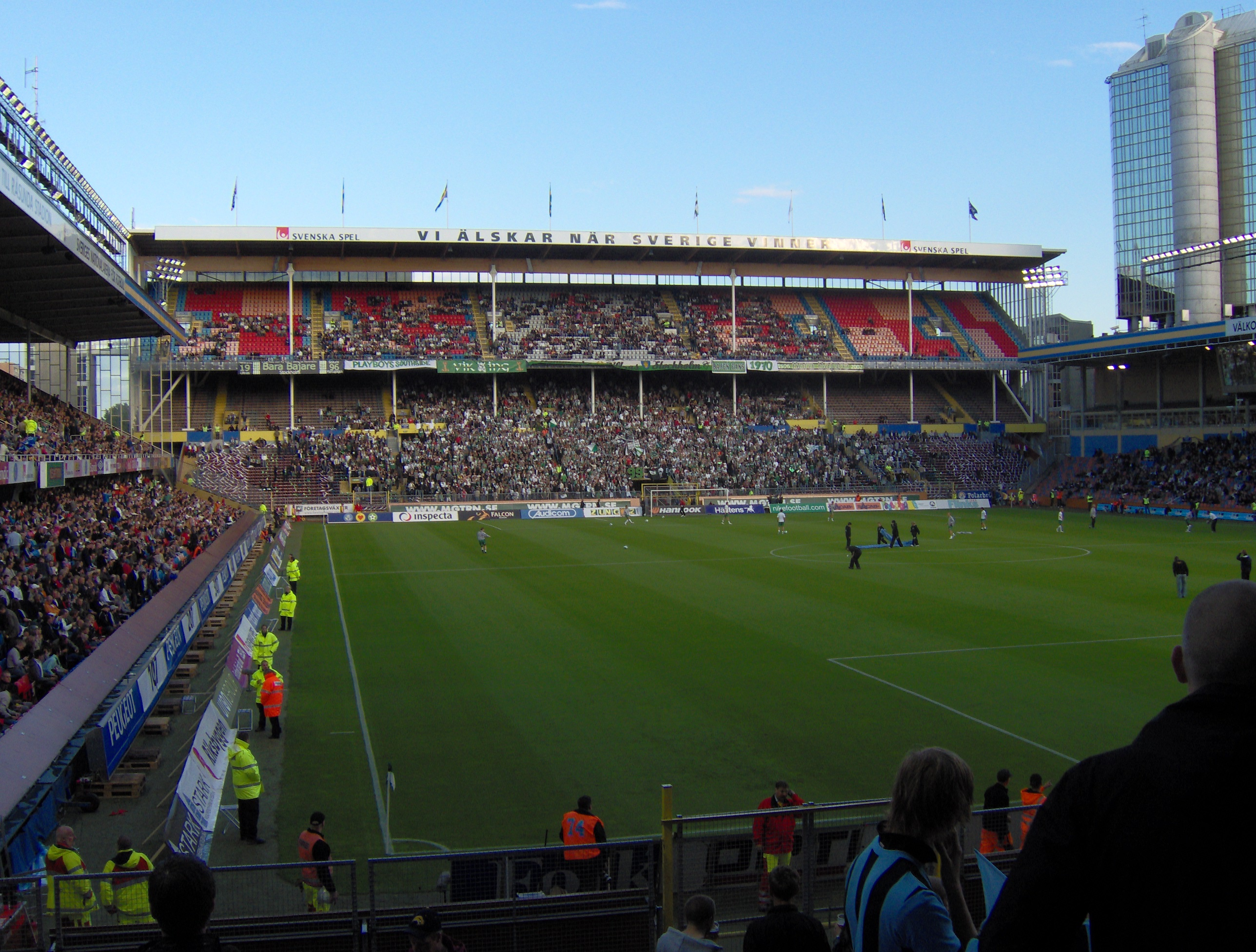
Il Råsundastadion a Solna

L'attuale stadio nazionale svedese è la Nationalarenan di Solna, conurbazione della capitale Stoccolma. Per motivi di sponsorizzazione, l'impianto è stato noto in passato come Friends Arena, mentre dal 12 luglio 2024 è denominato Strawberry Arena. È stato inaugurato il 14 novembre 2012 con il match amichevole tra Svezia e Inghilterra, conclusosi per 4-2 a favore della squadra di casa.
L'attuale impianto è in grado di accogliere oltre 50 000 spettatori per le partite internazionali e circa 54 000 per i match di campionato. Fino al 2012, lo stadio della federazione svedese era il Råsunda, situato sempre a Solna, che gode di vari riconoscimenti: oltre ad avere le 4 stelle UEFA, che gli permettono di ospitare le finali di Coppa UEFA, è per la FIFA uno stadio classico per il fatto di essere l'unico, insieme al californiano Rose Bowl di Pasadena, ad aver ospitato una finale dei Mondiali di calcio maschili, nel 1958, e la finale dei mondiali femminili del 1995. Il Råsunda fu inaugurato il 18 settembre 1910, con la capienza di soli 2.000 spettatori dei quali molti in piedi, e fu insieme al Valhalla IP di Göteborg, il primo teatro delle partite della nazionale svedese.

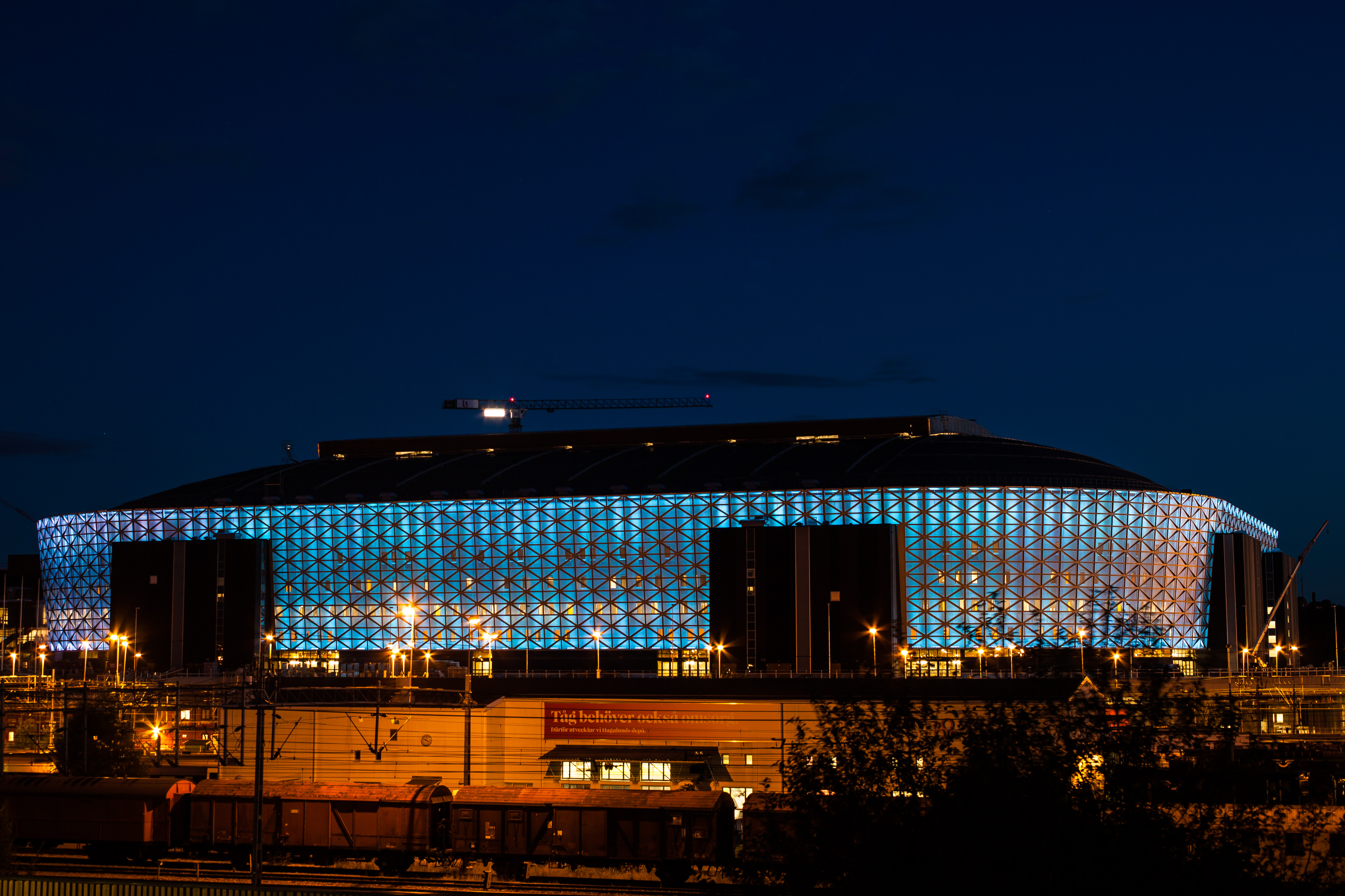
La Friends Arena a Solna

Lo stadio fu espanso nel 1937, raggiungendo la capienza di 40 000 spettatori. Utilizzato alle Olimpiadi di Stoccolma 1912, ospitò 8 partite nei Mondiali del '58, tra cui la finale. Agli europei 1992 lo stadio invece ospitò 4 partite, mentre nei mondiali femminili del '95 soltanto la finale. Tutt'oggi il Råsunda è l'unico stadio scandinavo ad aver ospitato ben 4 tornei maggiori di livello mondiale. Occasionalmente anche lo stadio Ullevi di Göteborg è stato utilizzato qualche volta per le partite della nazionale svedese, ad esempio per celebrare i cento anni della federazione svedese in una partita del 2004 contro l'Inghilterra. Decisamente più raro è stato l'utilizzo del Malmö Stadion di Malmö.

## Palmarès
- Torneo Olimpico: 1

Londra 1948

## Partecipazioni ai tornei internazionali
Legenda: Grassetto: Risultato migliore, Corsivo: Mancate partecipazioni

## Statistiche dettagliate sui tornei internazionali

### Mondiali
| Anno | Luogo                    | Piazzamento      | V | N | P | Gol   |
| ---- | ------------------------ | ---------------- | - | - | - | ----- |
| 1930 | Uruguay                  | Non partecipante | - | - | - | -     |
| 1934 | Italia                   | Quarti di finale | 1 | 0 | 1 | 4:4   |
| 1938 | Francia                  | Quarto posto     | 1 | 0 | 2 | 11:9  |
| 1950 | Brasile                  | Terzo posto      | 2 | 1 | 2 | 11:15 |
| 1954 | Svizzera                 | Non qualificata  | - | - | - | -     |
| 1958 | Svezia                   | Secondo posto    | 4 | 1 | 1 | 12:7  |
| 1962 | Cile                     | Non qualificata  | - | - | - | -     |
| 1966 | Inghilterra              | Non qualificata  | - | - | - | -     |
| 1970 | Messico                  | Primo turno      | 1 | 1 | 1 | 2:2   |
| 1974 | Germania Ovest           | Secondo turno    | 2 | 2 | 2 | 7:6   |
| 1978 | Argentina                | Primo turno      | 0 | 1 | 2 | 1:3   |
| 1982 | Spagna                   | Non qualificata  | - | - | - | -     |
| 1986 | Messico                  | Non qualificata  | - | - | - | -     |
| 1990 | Italia                   | Primo turno      | 0 | 0 | 3 | 3:6   |
| 1994 | Stati Uniti              | Terzo posto      | 3 | 3 | 1 | 15:8  |
| 1998 | Francia                  | Non qualificata  | - | - | - | -     |
| 2002 | Corea del Sud / Giappone | Ottavi di finale | 1 | 2 | 1 | 5:5   |
| 2006 | Germania                 | Ottavi di finale | 1 | 2 | 1 | 3:4   |
| 2010 | Sudafrica                | Non qualificata  | - | - | - | -     |
| 2014 | Brasile                  | Non qualificata  | - | - | - | -     |
| 2018 | Russia                   | Quarti di finale | 3 | 0 | 2 | 6:4   |
| 2022 | Qatar                    | Non qualificata  | - | - | - | -     |

### Europei
| Anno | Luogo                | Piazzamento      | V | N | P | Gol |
| ---- | -------------------- | ---------------- | - | - | - | --- |
| 1960 | Francia              | Non partecipante | - | - | - | -   |
| 1964 | Spagna               | Non qualificata  | - | - | - | -   |
| 1968 | Italia               | Non qualificata  | - | - | - | -   |
| 1972 | Belgio               | Non qualificata  | - | - | - | -   |
| 1976 | Jugoslavia           | Non qualificata  | - | - | - | -   |
| 1980 | Italia               | Non qualificata  | - | - | - | -   |
| 1984 | Francia              | Non qualificata  | - | - | - | -   |
| 1988 | Germania Ovest       | Non qualificata  | - | - | - | -   |
| 1992 | Svezia               | Semifinali       | 2 | 1 | 1 | 6:5 |
| 1996 | Inghilterra          | Non qualificata  | - | - | - | -   |
| 2000 | Belgio / Paesi Bassi | Primo turno      | 0 | 1 | 2 | 2:4 |
| 2004 | Portogallo           | Quarti di finale | 1 | 3 | 0 | 8:3 |
| 2008 | Austria / Svizzera   | Primo turno      | 1 | 0 | 2 | 3:4 |
| 2012 | Polonia / Ucraina    | Primo turno      | 1 | 0 | 2 | 5:5 |
| 2016 | Francia              | Primo turno      | 0 | 1 | 2 | 1:3 |
| 2020 | Europa               | Ottavi di finale | 2 | 1 | 1 | 5:4 |
| 2024 | Germania             | Non qualificata  | - | - | - | -   |

### Confederations Cup
| Anno | Luogo                    | Piazzamento     | V | N | P | Gol |
| ---- | ------------------------ | --------------- | - | - | - | --- |
| 1992 | Arabia Saudita           | Non invitata    | - | - | - | -   |
| 1995 | Arabia Saudita           | Non invitata    | - | - | - | -   |
| 1997 | Arabia Saudita           | Non qualificata | - | - | - | -   |
| 1999 | Messico                  | Non qualificata | - | - | - | -   |
| 2001 | Corea del Sud / Giappone | Non qualificata | - | - | - | -   |
| 2003 | Francia                  | Non qualificata | - | - | - | -   |
| 2005 | Germania                 | Non qualificata | - | - | - | -   |
| 2009 | Sudafrica                | Non qualificata | - | - | - | -   |
| 2013 | Brasile                  | Non qualificata | - | - | - | -   |
| 2017 | Russia                   | Non qualificata | - | - | - | -   |

### Nations League
| Anno      | Luogo       | Piazzamento   | V | N | P | Gol  |
| --------- | ----------- | ------------- | - | - | - | ---- |
| 2018-2019 | Portogallo  | 4° in Lega B  | 2 | 1 | 1 | 5:3  |
| 2020-2021 | Italia      | 14° in Lega A | 1 | 0 | 5 | 5:13 |
| 2022-2023 | Paesi Bassi | 14° in Lega B | 1 | 1 | 4 | 7:11 |

### Olimpiadi
| Anno | Luogo     | Piazzamento             | V | N | P | Gol  |
| ---- | --------- | ----------------------- | - | - | - | ---- |
| 1908 | Londra    | Quarto posto            | 0 | 0 | 2 | 1:14 |
| 1912 | Stoccolma | Turno di qualificazione | 0 | 0 | 1 | 3:4  |
| 1920 | Anversa   | Quarti di finale        | 1 | 0 | 1 | 13:5 |
| 1924 | Parigi    | Bronzo                  | 3 | 1 | 1 | 18:5 |
| 1928 | Amsterdam | Non partecipante        | - | - | - | -    |
| 1936 | Berlino   | Ottavi di finale        | 0 | 0 | 1 | 2:3  |
| 1948 | Londra    | Oro                     | 4 | 0 | 0 | 22:3 |

## Tutte le rose

### Mondiali
Coppa del Mondo FIFA 1934P Rydberg, P Widlund, D S. Andersson, D Axelsson, C E. Andersson, C Carlsson, C Carlund, C Johansson, C Liljebjörn, C Rosén, C Snitt, A O. Andersson, A Dunker, A Gustavsson, A Holmberg, A Jansson, A Jonasson, A Keller, A Kroon, A Lundahl, A Olsson, A Thörn, CT: Nagy
Coppa del Mondo FIFA 1938P Abrahamsson, P Bergqvist, P Sjöberg, D Eriksson, D Källgren, D Nilsson, C Almgren, C Grahn, C Jacobsson, C Lind, C Linderholm, C Svanström, A Å. Andersson, A H. Andersson, A Bergsten, A Hansson, A Jonasson, A Karlsson, A Keller, A Nyberg, A Persson, A Wetterström, CT: Nagy
Coppa del Mondo FIFA 1950P Lindberg, P Ka. Svensson, P T. Svensson, D Andersson, D Bodin, D Månsson, D E. Nilsson, D Samuelsson, C Åhlund, C Gärd, C Johansson, C Nordahl, A Jeppson, A Jönsson, A Mellberg, A S. Nilsson, A Palmér, A Rydell, A Skoglund, A Sundqvist, A Ku. Svensson, A Tapper, CT: Raynor
Coppa del Mondo FIFA 19581 K. Svensson, 2 Bergmark, 3 Axbom, 4 Liedholm, 5 Johansson, 6 Parling, 7 Hamrin, 8 Gren, 9 Simonsson, 10 Selmosson, 11 Skoglund, 12 T. Svensson, 13 Öberg, 14 Gustavsson, 15 Börjesson, 16 Haraldsson, 17 Håkansson, 18 Löfgren, 19 Källgren, 20 Mellberg, 21 Berndtsson, 22 Ohlsson, CT: Raynor
Coppa del Mondo FIFA 19701 Hellström, 2 Selander, 3 Axelsson, 4 Nordqvist, 5 Grip, 6 Svensson, 7 B. Larsson, 8 Eriksson, 9 Kindvall, 10 Grahn, 11 Persson, 12 S. Larsson, 13 Cronqvist, 14 Kristensson, 15 Målberg, 16 Nordahl, 17 Pettersson, 18 Turesson, 19 Nicklasson, 20 Olsson, 21 Ejderstedt, 22 Pålsson, CT: Bergmark
Coppa del Mondo FIFA 19741 Hellström, 2 Olsson, 3 Karlsson, 4 Nordqvist, 5 Andersson, 6 Grahn, 7 B. Larsson, 8 Torstensson, 9 Kindvall, 10 Edström, 11 Sandberg, 12 S. Larsson, 13 Grip, 14 Tapper, 15 Magnusson, 16 Ejderstedt, 17 Hagberg, 18 Augustsson, 19 Cronqvist, 20 Lindman, 21 Persson, 22 Ahlström, CT: Ericson
Coppa del Mondo FIFA 19781 Hellström, 2 Borg, 3 Roy Andersson, 4 Nordqvist, 5 Erlandsson, 6 Tapper, 7 Linderoth, 8 B. Larsson, 9 L. Larsson, 10 Sjöberg, 11 Wendt, 12 Hagberg, 13 M. Andersson, 14 Åhman, 15 Nilsson, 16 Torstensson, 17 Möller, 18 Nordin, 19 Karlsson, 20 Roland Andersson, 21 Åslund, 22 Edström, CT: Ericson
Coppa del Mondo FIFA 19901 S. Andersson, 2 J. Eriksson, 3 Hysén, 4 P. Larsson, 5 Ljung, 6 R. Nilsson, 7 Nyhlen, 8 Schwarz, 9 Engqvist, 10 Ingesson, 11 Jansson, 12 L. Eriksson, 13 Limpar, 14 J. Nilsson, 15 Strömberg, 16 Thern, 17 Brolin, 18 Ekström, 19 Gren, 20 Magnusson, 21 Pettersson, 22 T. Ravelli, CT: Nordin
Coppa del Mondo FIFA 19941 Ravelli, 2 R. Nilsson, 3 P. Andersson, 4 Björklund, 5 Ljung, 6 Schwarz, 7 Larsson, 8 Ingesson, 9 Thern, 10 Dahlin, 11 Brolin, 12 Eriksson, 13 M. Nilsson, 14 Kåmark, 15 Lučić, 16 Limpar, 17 Rehn, 18 Mild, 19 K. Andersson, 20 Erlingmark, 21 Blomqvist, 22 Hedman, CT: Svensson
Coppa del Mondo FIFA 20021 Hedman, 2 Mellberg, 3 P. Andersson, 4 Mjällby, 5 Mi. Svensson, 6 Linderoth, 7 Alexandersson, 8 A. Svensson, 9 Ljungberg, 10 Allbäck, 11 Larsson, 12 Kihlstedt, 13 Antonelius, 14 Edman, 15 Jakobsson, 16 Lučić, 17 Ma. Svensson, 18 Jonson, 19 Farnerud, 20 D. Andersson, 21 Ibrahimović, 22 A. Andersson, 23 Isaksson, CT: Lagerbäck e Söderberg
Coppa del Mondo FIFA 20061 Isaksson, 2 Nilsson, 3 Mellberg, 4 Lučić, 5 Edman, 6 Linderoth, 7 Alexandersson, 8 A. Svensson, 9 Ljungberg, 10 Ibrahimović, 11 Larsson, 12 Alvbåge, 13 Hansson, 14 Stenman, 15 K. Svensson, 16 Källström, 17 Elmander, 18 Jonson, 19 Andersson, 20 Allbäck, 21 Wilhelmsson, 22 Rosenberg, 23 Shaaban, CT: Lagerbäck
Coppa del Mondo FIFA 20181 Olsen, 2 Lustig, 3 Lindelöf, 4 Granqvist, 5 Olsson, 6 Augustinsson, 7 Larsson, 8 Ekdal, 9 Berg, 10 Forsberg, 11 Guidetti, 12 Johnsson, 13 Svensson, 14 Helander, 15 Hiljemark, 16 Krafth, 17 Claesson, 18 Jansson, 19 Rohdén, 20 Toivonen, 21 Durmaz, 22 Kiese Thelin, 23 Nordfeldt, CT: Andersson

### Europei
Campionato d’Europa UEFA 19921 Ravelli, 2 R. Nilsson, 3 J. Eriksson, 4 P. Andersson, 5 Björklund, 6 Schwarz, 7 Ingesson, 8 Rehn, 9 Thern, 10 Limpar, 11 Brolin, 12 L. Eriksson, 13 M. Nilsson, 14 Erlingmark, 15 Jansson, 16 K. Andersson, 17 Dahlin, 18 Ljung, 19 J. Nilsson, 20 Ekström, CT: Svensson
Campionato d’Europa UEFA 20001 Hedman, 2 Nilsson, 3 P. Andersson, 4 Björklund, 5 Lučić, 6 Sundgren, 7 Mild, 8 Antonelius, 9 Ljungberg, 10 Pettersson, 11 Alexandersson, 12 Kihlstedt, 13 Svensson, 14 Mellberg, 15 D. Andersson, 16 A. Andersson, 17 Mjällby, 18 Osmanovski, 19 K. Andersson, 20 Larsson, 21 Allbäck, 22 Asper, CT: Söderberg
Campionato d'Europa UEFA 20041 Isaksson, 2 Lučić, 3 Mellberg, 4 Mjällby, 5 Edman, 6 Linderoth, 7 Nilsson, 8 Svensson, 9 Ljungberg, 10 Ibrahimović, 11 Larsson, 12 Hedman, 13 Hansson, 14 Östlund, 15 Jakobsson, 16 Källström, 17 A. Andersson, 18 Jonson, 19 Farnerud, 20 Allbäck, 21 Wilhelmsson, 22 Wahlstedt, 23 Kihlstedt, CT: Söderberg e Lagerbäck
Campionato d'Europa UEFA 20081 Isaksson, 2 Nilsson, 3 Mellberg, 4 Hansson, 5 Stoor, 6 Linderoth, 7 Alexandersson, 8 Svensson, 9 Ljungberg, 10 Ibrahimović, 11 Elmander, 12 Shaaban, 13 Wiland, 14 Majstorović, 15 Granqvist, 16 Källström, 17 H. Larsson, 18 S. Larsson, 19 Andersson, 20 Allbäck, 21 Wilhelmsson, 22 Rosenberg, 23 Dorsin, CT: Lagerbäck
Campionato d'Europa UEFA 20121 Isaksson, 2 Lustig, 3 Mellberg, 4 Granqvist, 5 M. Olsson, 6 Elm, 7 Larsson, 8 Svensson, 9 Källström, 10 Ibrahimović, 11 Elmander, 12 Wiland, 13 J. Olsson, 14 Hysén, 15 Antonsson, 16 Wernbloom, 17 Safari, 18 Holmén, 19 Bajrami, 20 Toivonen, 21 Wilhelmsson, 22 Rosenberg, 23 Hansson, CT: Hamrén
Campionato d'Europa UEFA 20161 Isaksson, 2 Lustig, 3 Johansson, 4 Granqvist, 5 Olsson, 6 Forsberg, 7 Larsson, 8 Ekdal, 9 Källström, 10 Ibrahimović, 11 Berg, 12 Olsen, 13 Jansson, 14 Lindelöf, 15 Hiljemark, 16 Wernbloom, 17 Augustinsson, 18 Lewicki, 19 Kujović, 20 Guidetti, 21 Durmaz, 22 Zengin, 23 Carlgren, CT: Hamrén
Campionato d'Europa UEFA 20201 Olsen, 2 Lustig, 3 Lindelöf, 4 Granqvist, 5 Bengtsson, 6 Augustinsson, 7 S. Larsson, 8 Ekdal, 9 Berg, 10 Forsberg, 11 Isak, 12 Johnsson, 13 Svensson, 14 Helander, 15 Sema, 16 Krafth, 17 Claesson, 18 Jansson, 19 Svanberg, 20 Olsson, 21 Kulusevski, 22 Quaison, 23 Nordfeldt, 24 Danielson, 25 J. Larsson, 26 Cajuste, CT: Andersson

### Giochi olimpici
Calcio ai Giochi Olimpici Estivi 1908P Bengtsson, D Andersson, D E. Bergström, D Fjästad, D Malm, C Ericsson, C Lidén, C Lindman, C O. Ohlsson, C Olsson, A Almkvist, A Ansén, A G. Bergström, A Fagrell, A Gustafsson, A S. Ohlsson, CT: Kornerup
Calcio ai Giochi Olimpici Estivi 1912P Bergqvist, P J. Börjesson, D Bergström, D Levin, D Malm, D Svensson, D Törnqvist, C Frykman, C K. Gustafsson, C O. Gustafsson, C Nilsson, C Sandberg, C Wicksell, A Ansén, A E. Börjesson, A Dahlström, A Ekroth, A Halling-Johansson, A Myhrberg, A Swensson, CT: Bunyan
Calcio ai Giochi Olimpici Estivi 1920P Klang, P Zander, D Hillén, D Lund, D Stenborg, D Svensson, D Torstensson, C Gustafsson, C N. Karlsson, C Nordenskjöld, C Öijermark, C Wenzel, C Wicksell, A Bergström, A Carlsson, A Dahl, A Dahlström, A Halling-Johansson, A Hjelm, A H. Karlsson, A Olsson, A Sandberg, CT: Johanson
Calcio ai Giochi Olimpici Estivi 1924P S. Lindberg, P Zander, D Alfredsson, D Hillén, D Hirsch, D Mellgren, C Carlsson, C Friberg, C Gustafsson, C Holmberg, C Lindqvist, C Sundberg, A Brommesson, A Dahl, A Kaufeldt, A Keller, A Kock, A V. Lindberg, A Lundquist, A Olsson, A Rydell, A Svensson, CT: Nagy
Calcio ai Giochi Olimpici Estivi 1936P Bergqvist, P Sjöberg, D O. Andersson, D Källström, D Sköld, C Almgren, C G. Andersson, C Carlund, C Emanuelsson, C Ericsson, C Eriksson, C T. Johansson, C Lind, C Snitt, A Grahn, A Hallman, A H. Johansson, A Jonasson, A Josefsson, A Kroon, A Persson, A Törnkvist, CT: Pettersson
Calcio ai Giochi Olimpici Estivi 1948P Lindberg, P Svensson, D Emanuelsson, D E. Nilsson, C Andersson, C Bengtsson, C Leander, C B. Nordahl, C K. Nordahl, C Rosén, C Rosengren, A Carlsson, A Gren, A Jönsson, A Liedholm, A S. Nilsson, A G. Nordahl, A Nyström, CT: Raynor
NOTA: Per le informazioni sulle rose successive al 1948 visionare la pagina della Nazionale olimpica.

## Rosa attuale
Lista dei giocatori convocati per le gare amichevoli del 6 e 10 giugno 2025.
Presenze e reti aggiornate al momento delle convocazioni.
|  | P | Robin Olsen            | 8 gennaio 1990    | 76 | -88 | Malmö FF              |  |  |
|  | P | Kristoffer Nordfeldt   | 23 giugno 1989    | 17 | -12 | AIK                   |  |  |
|  | P | Viktor Johansson       | 14 settembre 1998 | 8  | -5  | Stoke City            |  |  |
|  |   |                        |                   |    |     |                       |  |  |
|  | D | Victor Lindelöf        | 17 luglio 1994    | 71 | 3   | Manchester Utd        |  |  |
|  | D | Ken Sema               | 30 settembre 1993 | 26 | 2   | Pafos                 |  |  |
|  | D | Isak Hien              | 13 gennaio 1999   | 19 | 0   | Atalanta              |  |  |
|  | D | Gabriel Gudmundsson    | 29 aprile 1999    | 14 | 0   | Lilla                 |  |  |
|  | D | Emil Holm              | 13 maggio 2000    | 12 | 2   | Bologna               |  |  |
|  | D | Hjalmar Ekdal          | 21 ottobre 1998   | 7  | 0   | Groningen             |  |  |
|  | D | Samuel Dahl            | 4 marzo 2003      | 2  | 0   | Benfica               |  |  |
|  | D | Daniel Svensson        | 12 febbraio 2002  | 1  | 0   | Borussia Dortmund     |  |  |
|  | D | Victor Eriksson        | 17 settembre 2000 | 1  | 0   | Hammarby              |  |  |
|  | D | Axel Norén             | 4 aprile 1999     | 0  | 0   | Mjällby               |  |  |
|  |   |                        |                   |    |     |                       |  |  |
|  | C | Jesper Karlström       | 21 giugno 1995    | 18 | 0   | Udinese               |  |  |
|  | C | Anton Salétros         | 12 aprile 1996    | 13 | 0   | AIK                   |  |  |
|  | C | Yasin Ayari            | 6 ottobre 2003    | 10 | 1   | Brighton              |  |  |
|  | C | Hugo Larsson           | 27 giugno 2004    | 8  | 0   | Eintracht Francoforte |  |  |
|  | C | Besfort Zeneli         | 22 novembre 2002  | 2  | 0   | Elfsborg              |  |  |
|  | C | Hugo Bolin             | 24 luglio 2003    | 1  | 0   | Malmö FF              |  |  |
|  |   |                        |                   |    |     |                       |  |  |
|  | A | Alexander Isak         | 21 settembre 1999 | 52 | 16  | Newcastle Utd         |  |  |
|  | A | Viktor Gyökeres        |                   | 26 | 15  | Template:Arsenal      |  |  |
|  | A | Anthony Elanga         | 27 aprile 2002    | 21 | 4   | Nottingham Forest     |  |  |
|  | A | Benjamin Nygren        | 8 luglio 2001     | 2  | 1   | Nordsjælland          |  |  |
|  | A | Alexander Bernhardsson | 8 settembre 1998  | 1  | 0   | Holstein Kiel         |  |  |

## Record individuali
Dati aggiornati al 26 marzo 2025.
I giocatori in grassetto sono ancora in attività.

### Record presenze
| Pos. | Giocatore            | Presenze | Reti | Periodo   |
| ---- | -------------------- | -------- | ---- | --------- |
| 1    | Anders Svensson      | 148      | 21   | 1999-2013 |
| 2    | Thomas Ravelli       | 143      | 0    | 1981-1997 |
| 3    | Sebastian Larsson    | 133      | 10   | 2008-2021 |
| 3    | Andreas Isaksson     | 133      | 0    | 2002-2016 |
| 5    | Kim Källström        | 131      | 16   | 2001-2016 |
| 6    | Zlatan Ibrahimović   | 122      | 62   | 2001-2023 |
| 7    | Olof Mellberg        | 117      | 8    | 2000-2012 |
| 8    | Roland Nilsson       | 116      | 2    | 1986-2000 |
| 9    | Björn Nordqvist      | 115      | 0    | 1963-1978 |
| 10   | Niclas Alexandersson | 109      | 7    | 1993-2008 |

### Record reti

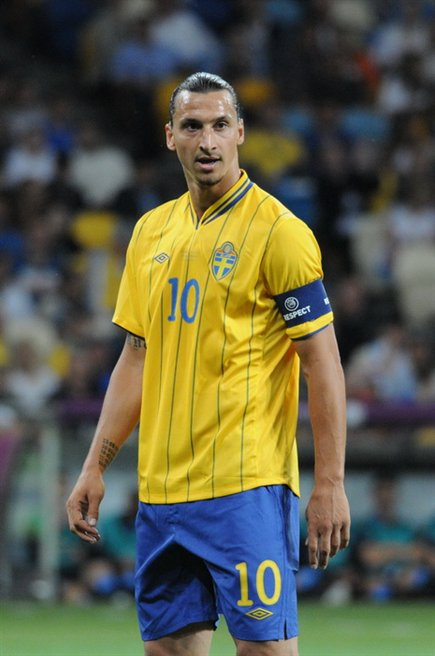
Zlatan Ibrahimović, detentore del record di reti con la maglia della Svezia.

| Pos. | Giocatore          | Reti | Presenze | Periodo   |
| ---- | ------------------ | ---- | -------- | --------- |
| 1    | Zlatan Ibrahimović | 62   | 122      | 2001-2023 |
| 2    | Sven Rydell        | 49   | 43       | 1924-1934 |
| 3    | Gunnar Nordahl     | 43   | 33       | 1942-1948 |
| 4    | Henrik Larsson     | 37   | 106      | 1993-2009 |
| 5    | Gunnar Gren        | 32   | 57       | 1940-1958 |
| 6    | Kennet Andersson   | 31   | 83       | 1990-2000 |
| 7    | Marcus Allbäck     | 30   | 74       | 1999-2008 |
| 8    | Martin Dahlin      | 29   | 60       | 1991-2000 |
| 9    | Agne Simonsson     | 27   | 51       | 1957-1967 |
| 10   | Tomas Brolin       | 26   | 47       | 1990-1995 |

## Confronti con altre nazionali
Tra gli avversari nazionali contro cui sono stati disputati almeno 10 incontri, la Svezia presenta i seguenti saldi:

### Saldo positivo
| Nazionale | Giocate | Vinte | Nulle | Perse | Reti fatte | Reti subite | Differenza | Ultima vittoria  | Ultimo pari      | Ultima sconfitta |
| --------- | ------- | ----- | ----- | ----- | ---------- | ----------- | ---------- | ---------------- | ---------------- | ---------------- |
| Norvegia  | 109     | 58    | 25    | 26    | 276        | 152         | +124       | 14 agosto 2013   | 8 settembre 2019 | 12 giugno 2022   |
| Danimarca | 108     | 47    | 20    | 41    | 188        | 174         | +14        | 14 novembre 2015 | 2 giugno 2018    | 5 giugno 2024    |
| Finlandia | 91      | 69    | 11    | 11    | 299        | 96          | +203       | 9 gennaio 2023   | 25 maggio 2006   | 8 gennaio 2019   |
| Ungheria  | 43      | 17    | 10    | 16    | 77         | 79          | −2         | 15 novembre 2016 | 12 ottobre 2002  | 2 settembre 2011 |
| Polonia   | 28      | 15    | 4     | 9     | 59         | 41          | +18        | 23 giugno 2011   | 25 maggio 1997   | 29 marzo 2022    |
| Estonia   | 22      | 19    | 3     | 0     | 67         | 18          | +49        | 8 settembre 2024 | 7 gennaio 2018   | –                |
| Lettonia  | 17      | 11    | 4     | 2     | 54         | 12          | +42        | 21 novembre 2007 | 7 settembre 2002 | 11 ottobre 2003  |
| Islanda   | 17      | 12    | 3     | 2     | 39         | 18          | +21        | 12 gennaio 2023  | 11 gennaio 2019  | 16 agosto 2000   |
| Bulgaria  | 16      | 11    | 2     | 3     | 31         | 11          | +20        | 10 ottobre 2016  | 8 settembre 1993 | 31 agosto 2017   |
| Malta     | 13      | 13    | 0     | 0     | 49         | 2           | +47        | 12 ottobre 2019  | -                | -                |
| Israele   | 12      | 7     | 4     | 1     | 26         | 9           | +17        | 12 marzo 1997    | 1º maggio 1985   | 12 marzo 1971    |
| Scozia    | 12      | 6     | 1     | 5     | 19         | 14          | +5         | 11 agosto 2010   | 16 aprile 1975   | 10 novembre 1996 |
| Irlanda   | 11      | 5     | 3     | 3     | 17         | 14          | +3         | 6 settembre 2013 | 13 giugno 2016   | 1º marzo 2006    |
| Romania   | 11      | 5     | 3     | 3     | 22         | 12          | +10        | 23 marzo 2019    | 10 luglio 1994   | 27 marzo 2018    |
| Messico   | 11      | 6     | 3     | 2     | 13         | 6           | +7         | 16 novembre 2022 | 26 gennaio 2005  | 24 febbraio 1994 |
| Russia    | 11      | 5     | 4     | 2     | 16         | 10          | +6         | 8 ottobre 2020   | 11 ottobre 2018  | 5 settembre 2015 |

### Saldo neutro
| Nazionale | Giocate | Vinte | Nulle | Perse | Reti fatte | Reti subite | Differenza | Ultima vittoria | Ultimo pari   | Ultima sconfitta |
| --------- | ------- | ----- | ----- | ----- | ---------- | ----------- | ---------- | --------------- | ------------- | ---------------- |
| Svizzera  | 29      | 11    | 7     | 11    | 47         | 42          | +5         | 3 luglio 2018   | 27 marzo 2002 | 12 ottobre 1994  |

### Saldo negativo
| Nazionale        | Giocate | Vinte | Nulle | Perse | Reti fatte | Reti subite | Differenza | Ultima vittoria  | Ultimo pari      | Ultima sconfitta  |
| ---------------- | ------- | ----- | ----- | ----- | ---------- | ----------- | ---------- | ---------------- | ---------------- | ----------------- |
| Austria          | 39      | 13    | 6     | 19    | 55         | 57          | −2         | 11 ottobre 2013  | 8 settembre 2014 | 12 settembre 2023 |
| Germania         | 37      | 13    | 9     | 16    | 61         | 72          | −11        | 19 aprile 1978   | 16 ottobre 2012  | 23 giugno 2018    |
| Inghilterra      | 25      | 7     | 9     | 9     | 32         | 40          | −8         | 14 novembre 2012 | 20 giugno 2006   | 7 luglio 2018     |
| Italia           | 25      | 7     | 7     | 11    | 25         | 28          | −3         | 10 novembre 2017 | 13 novembre 2017 | 17 giugno 2016    |
| Paesi Bassi      | 25      | 8     | 6     | 11    | 48         | 47          | +1         | 11 ottobre 2011  | 6 settembre 2016 | 10 ottobre 2017   |
| Francia          | 23      | 6     | 5     | 12    | 23         | 34          | −11        | 9 giugno 2017    | 9 febbraio 2005  | 17 novembre 2020  |
| Portogallo       | 21      | 7     | 6     | 8     | 31         | 30          | +1         | 28 marzo 2017    | 28 marzo 2009    | 21 marzo 2024     |
| Spagna           | 18      | 4     | 6     | 8     | 18         | 27          | −9         | 2 settembre 2021 | 14 giugno 2021   | 14 novembre 2021  |
| Unione Sovietica | 18      | 5     | 6     | 7     | 21         | 37          | –16        | 2 aprile 1988    | 20 agosto 1986   | 13 giugno 1991    |
| Belgio           | 17      | 5     | 3     | 9     | 31         | 27          | +4         | 4 ottobre 1961   | 16 ottobre 1923  | 24 marzo 2023     |
| Cecoslovacchia   | 16      | 3     | 4     | 9     | 21         | 36          | –15        | 5 giugno 1985    | 6 ottobre 1982   | 16 ottobre 1985   |
| Brasile          | 15      | 2     | 3     | 10    | 17         | 35          | −18        | 16 giugno 1989   | 28 giugno 1994   | 15 agosto 2012    |
| Turchia          | 12      | 3     | 4     | 5     | 14         | 15          | −1         | 17 novembre 2018 | 6 febbraio 2008  | 10 settembre 2018 |
| Jugoslavia       | 11      | 4     | 2     | 5     | 17         | 19          | −2         | 4 settembre 1991 | 27 giugno 1966   | 15 ottobre 1975   |

NB: come da regolamento FIFA le gare terminate ai rigori contro Germania (31 marzo 1988, vinta), Romania (10 luglio 1994, vinta) e Paesi Bassi (26 giugno 2004, persa) sono considerate partite pareggiate.